# Unicodeblock Altgriechische Notenschriftzeichen
Der Unicodeblock Altgriechische Notenschriftzeichen (engl. Ancient Greek Musical Notation, U+1D200 bis U+1D24F) enthält die in der altgriechischen Musik verwendeten Notenschriftzeichen, die von den Buchstaben des griechischen Alphabets abweichen.

## Tabelle
Die Zeichen U+1D242, U+1D243 und U+1D244 Haben die Kategorie „Neutrale Markierung“ und die bidirektionale Klasse „Markierung ohne Extrabreite“, alle anderen die Kategorie „Anderes Symbol“ und die Klasse „Anderes, neutrales Zeichen“.
| Unicodenummer    | Zeichen (400 %) | Offizielle Bezeichnung                | Beschreibung                                                                           |
| ---------------- | --------------- | ------------------------------------- | -------------------------------------------------------------------------------------- |
| U+1D200 (119296) | 𝈀               | GREEK VOCAL NOTATION SYMBOL-1         | Griechisches Vokalmusikzeichen 1 (E)                                                   |
| U+1D201 (119297) | 𝈁               | GREEK VOCAL NOTATION SYMBOL-2         | Griechisches Vokalmusikzeichen 2 (tieferes Eis)                                        |
| U+1D202 (119298) | 𝈂               | GREEK VOCAL NOTATION SYMBOL-3         | Griechisches Vokalmusikzeichen 3 (höheres Eis)                                         |
| U+1D203 (119299) | 𝈃               | GREEK VOCAL NOTATION SYMBOL-4         | Griechisches Vokalmusikzeichen 4 (F)                                                   |
| U+1D204 (119300) | 𝈄               | GREEK VOCAL NOTATION SYMBOL-5         | Griechisches Vokal- und Instrumentalmusikzeichen 5 (tieferes Fis)                      |
| U+1D205 (119301) | 𝈅               | GREEK VOCAL NOTATION SYMBOL-6         | Griechisches Vokalmusikzeichen 6 (höheres Fis) und Instr.-zeichen 21 (höheres dis)     |
| U+1D206 (119302) | 𝈆               | GREEK VOCAL NOTATION SYMBOL-7         | Griechisches Vokalmusikzeichen 7 (G) und Instr.-zeichen 9 (höheres Gis)                |
| U+1D207 (119303) | 𝈇               | GREEK VOCAL NOTATION SYMBOL-8         | Griechisches Vokalmusikzeichen 8 (tieferes Gis)                                        |
| U+1D208 (119304) | 𝈈               | GREEK VOCAL NOTATION SYMBOL-9         | Griechisches Vokalmusikzeichen 9 (höheres Gis) und Instr.-zeichen 44 (tieferes eis')   |
| U+1D209 (119305) | 𝈉               | GREEK VOCAL NOTATION SYMBOL-10        | Griechisches Vokalmusikzeichen 10 (A)                                                  |
| U+1D20A (119306) | 𝈊               | GREEK VOCAL NOTATION SYMBOL-11        | Griechisches Vokalmusikzeichen 11 (tieferes Ais)                                       |
| U+1D20B (119307) | 𝈋               | GREEK VOCAL NOTATION SYMBOL-12        | Griechisches Vokalmusikzeichen 12 (höheres Ais)                                        |
| U+1D20C (119308) | 𝈌               | GREEK VOCAL NOTATION SYMBOL-13        | Griechisches Vokalmusikzeichen 13 (H)                                                  |
| U+1D20D (119309) | 𝈍               | GREEK VOCAL NOTATION SYMBOL-14        | Griechisches Vokalmusikzeichen 14 (tieferes His) und Instr.-zeichen 41 (tieferes dis') |
| U+1D20E (119310) | 𝈎               | GREEK VOCAL NOTATION SYMBOL-15        | Griechisches Vokalmusikzeichen 15 (höheres His) und Instr.-zeichen 35 (tieferes his)   |
| U+1D20F (119311) | 𝈏               | GREEK VOCAL NOTATION SYMBOL-16        | Griechisches Vokalmusikzeichen 16 (c)                                                  |
| U+1D210 (119312) | 𝈐               | GREEK VOCAL NOTATION SYMBOL-17        | Griechisches Vokalmusikzeichen 17 (tieferes cis)                                       |
| U+1D211 (119313) | 𝈑               | GREEK VOCAL NOTATION SYMBOL-18        | Griechisches Vokalmusikzeichen 18 (höheres cis) und Instr.-zeichen 15 (höheres His)    |
| U+1D212 (119314) | 𝈒               | GREEK VOCAL NOTATION SYMBOL-19        | Griechisches Vokalmusikzeichen 19 (d)                                                  |
| U+1D213 (119315) | 𝈓               | GREEK VOCAL NOTATION SYMBOL-20        | Griechisches Vokalmusikzeichen 20 (tieferes dis) und Instr.-zeichen 28 (g)             |
| U+1D214 (119316) | 𝈔               | GREEK VOCAL NOTATION SYMBOL-21        | Griechisches Vokalmusikzeichen 21 (höheres dis)                                        |
| U+1D215 (119317) | 𝈕               | GREEK VOCAL NOTATION SYMBOL-22        | Griechisches Vokalmusikzeichen 22 (e)                                                  |
| U+1D216 (119318) | 𝈖               | GREEK VOCAL NOTATION SYMBOL-23        | Griechisches Vokalmusikzeichen 23 (tieferes eis)                                       |
| U+1D217 (119319) | 𝈗               | GREEK VOCAL NOTATION SYMBOL-24        | Griechisches Vokalmusikzeichen 24 (höheres eis)                                        |
| U+1D218 (119320) | 𝈘               | GREEK VOCAL NOTATION SYMBOL-50        | Griechisches Vokalmusikzeichen 50 (tieferes gis')                                      |
| U+1D219 (119321) | 𝈙               | GREEK VOCAL NOTATION SYMBOL-51        | Griechisches Vokalmusikzeichen 51 (höheres gis')                                       |
| U+1D21A (119322) | 𝈚               | GREEK VOCAL NOTATION SYMBOL-52        | Griechisches Vokalmusikzeichen 52 (a')                                                 |
| U+1D21B (119323) | 𝈛               | GREEK VOCAL NOTATION SYMBOL-53        | Griechisches Vokalmusikzeichen 53 (tieferes ais')                                      |
| U+1D21C (119324) | 𝈜               | GREEK VOCAL NOTATION SYMBOL-54        | Griechisches Vokalmusikzeichen 54 (höheres ais') und Instr.-zeichen 20 (tieferes dis)  |
| U+1D21D (119325) | 𝈝               | GREEK INSTRUMENTAL NOTATION SYMBOL-1  | Griechisches Instrumentalmusikzeichen 1 (E)                                            |
| U+1D21E (119326) | 𝈞               | GREEK INSTRUMENTAL NOTATION SYMBOL-2  | Griechisches Instrumentalmusikzeichen 2 (tieferes Eis)                                 |
| U+1D21F (119327) | 𝈟               | GREEK INSTRUMENTAL NOTATION SYMBOL-4  | Griechisches Instrumentalmusikzeichen 4 (F)                                            |
| U+1D220 (119328) | 𝈠               | GREEK INSTRUMENTAL NOTATION SYMBOL-5  | Griechisches Instrumentalmusikzeichen 5 (tieferes Fis)                                 |
| U+1D221 (119329) | 𝈡               | GREEK INSTRUMENTAL NOTATION SYMBOL-7  | Griechisches Instrumentalmusikzeichen 7 (G)                                            |
| U+1D222 (119330) | 𝈢               | GREEK INSTRUMENTAL NOTATION SYMBOL-8  | Griechisches Instrumentalmusikzeichen 8 (tieferes Gis)                                 |
| U+1D223 (119331) | 𝈣               | GREEK INSTRUMENTAL NOTATION SYMBOL-11 | Griechisches Instrumentalmusikzeichen 11 (tieferes Ais)                                |
| U+1D224 (119332) | 𝈤               | GREEK INSTRUMENTAL NOTATION SYMBOL-12 | Griechisches Instrumentalmusikzeichen 12 (höheres Ais)                                 |
| U+1D225 (119333) | 𝈥               | GREEK INSTRUMENTAL NOTATION SYMBOL-13 | Griechisches Instrumentalmusikzeichen 13 (H)                                           |
| U+1D226 (119334) | 𝈦               | GREEK INSTRUMENTAL NOTATION SYMBOL-14 | Griechisches Instrumentalmusikzeichen 14 (tieferes His)                                |
| U+1D227 (119335) | 𝈧               | GREEK INSTRUMENTAL NOTATION SYMBOL-17 | Griechisches Instrumentalmusikzeichen 17 (tieferes cis)                                |
| U+1D228 (119336) | 𝈨               | GREEK INSTRUMENTAL NOTATION SYMBOL-18 | Griechisches Instrumentalmusikzeichen 18 (höheres cis)                                 |
| U+1D229 (119337) | 𝈩               | GREEK INSTRUMENTAL NOTATION SYMBOL-19 | Griechisches Instrumentalmusikzeichen 19 (d)                                           |
| U+1D22A (119338) | 𝈪               | GREEK INSTRUMENTAL NOTATION SYMBOL-23 | Griechisches Instrumentalmusikzeichen 23 (tieferes eis)                                |
| U+1D22B (119339) | 𝈫               | GREEK INSTRUMENTAL NOTATION SYMBOL-24 | Griechisches Instrumentalmusikzeichen 24 (höheres eis)                                 |
| U+1D22C (119340) | 𝈬               | GREEK INSTRUMENTAL NOTATION SYMBOL-25 | Griechisches Instrumentalmusikzeichen 25 (f)                                           |
| U+1D22D (119341) | 𝈭               | GREEK INSTRUMENTAL NOTATION SYMBOL-26 | Griechisches Instrumentalmusikzeichen 26 (tieferes fis)                                |
| U+1D22E (119342) | 𝈮               | GREEK INSTRUMENTAL NOTATION SYMBOL-27 | Griechisches Instrumentalmusikzeichen 27 (höheres fis)                                 |
| U+1D22F (119343) | 𝈯               | GREEK INSTRUMENTAL NOTATION SYMBOL-29 | Griechisches Instrumentalmusikzeichen 29 (tieferes gis)                                |
| U+1D230 (119344) | 𝈰               | GREEK INSTRUMENTAL NOTATION SYMBOL-30 | Griechisches Instrumentalmusikzeichen 30 (höheres gis)                                 |
| U+1D231 (119345) | 𝈱               | GREEK INSTRUMENTAL NOTATION SYMBOL-32 | Griechisches Instrumentalmusikzeichen 32 (tieferes ais)                                |
| U+1D232 (119346) | 𝈲               | GREEK INSTRUMENTAL NOTATION SYMBOL-36 | Griechisches Instrumentalmusikzeichen 36 (höheres his)                                 |
| U+1D233 (119347) | 𝈳               | GREEK INSTRUMENTAL NOTATION SYMBOL-37 | Griechisches Instrumentalmusikzeichen 37 (c')                                          |
| U+1D234 (119348) | 𝈴               | GREEK INSTRUMENTAL NOTATION SYMBOL-38 | Griechisches Instrumentalmusikzeichen 38 (tieferes cis')                               |
| U+1D235 (119349) | 𝈵               | GREEK INSTRUMENTAL NOTATION SYMBOL-39 | Griechisches Instrumentalmusikzeichen 39 (höheres cis')                                |
| U+1D236 (119350) | 𝈶               | GREEK INSTRUMENTAL NOTATION SYMBOL-40 | Griechisches Instrumentalmusikzeichen 40 (d')                                          |
| U+1D237 (119351) | 𝈷               | GREEK INSTRUMENTAL NOTATION SYMBOL-42 | Griechisches Instrumentalmusikzeichen 42 (höheres dis')                                |
| U+1D238 (119352) | 𝈸               | GREEK INSTRUMENTAL NOTATION SYMBOL-43 | Griechisches Instrumentalmusikzeichen 43 (e')                                          |
| U+1D239 (119353) | 𝈹               | GREEK INSTRUMENTAL NOTATION SYMBOL-45 | Griechisches Instrumentalmusikzeichen 45 (höheres eis')                                |
| U+1D23A (119354) | 𝈺               | GREEK INSTRUMENTAL NOTATION SYMBOL-47 | Griechisches Instrumentalmusikzeichen 47 (tieferes fis')                               |
| U+1D23B (119355) | 𝈻               | GREEK INSTRUMENTAL NOTATION SYMBOL-48 | Griechisches Instrumentalmusikzeichen 48 (höheres fis')                                |
| U+1D23C (119356) | 𝈼               | GREEK INSTRUMENTAL NOTATION SYMBOL-49 | Griechisches Instrumentalmusikzeichen 49 (g')                                          |
| U+1D23D (119357) | 𝈽               | GREEK INSTRUMENTAL NOTATION SYMBOL-50 | Griechisches Instrumentalmusikzeichen 50 (tieferes gis')                               |
| U+1D23E (119358) | 𝈾               | GREEK INSTRUMENTAL NOTATION SYMBOL-51 | Griechisches Instrumentalmusikzeichen 51 (höheres gis')                                |
| U+1D23F (119359) | 𝈿               | GREEK INSTRUMENTAL NOTATION SYMBOL-52 | Griechisches Instrumentalmusikzeichen 52 (a')                                          |
| U+1D240 (119360) | 𝉀               | GREEK INSTRUMENTAL NOTATION SYMBOL-53 | Griechisches Instrumentalmusikzeichen 53 (tieferes ais')                               |
| U+1D241 (119361) | 𝉁               | GREEK INSTRUMENTAL NOTATION SYMBOL-54 | Griechisches Instrumentalmusikzeichen 54 (höheres ais')                                |
| U+1D242 (119362) | 𝉂                | COMBINING GREEK MUSICAL TRISEME       | Kombinierende griechische musikalische Triseme                                         |
| U+1D243 (119363) | 𝉃                | COMBINING GREEK MUSICAL TETRASEME     | Kombinierende griechische musikalische Tetraseme                                       |
| U+1D244 (119364) | 𝉄                | COMBINING GREEK MUSICAL PENTASEME     | Kombinierende griechische musikalische Pentaseme                                       |
| U+1D245 (119365) | 𝉅               | GREEK MUSICAL LEIMMA                  | Griechisches musikalisches Leimma                                                      |